# Посли України в США

Логотип Міністерства закордонних справ

Історія міждержавних американсько-українських дипломатичних відносин починається в 1918, відновилася в 1992 року. 24 серпня 1991 року Верховна Рада проголосила незалежність України, і це рішення було підтверджено 1 грудня на загальноукраїнському референдумі.

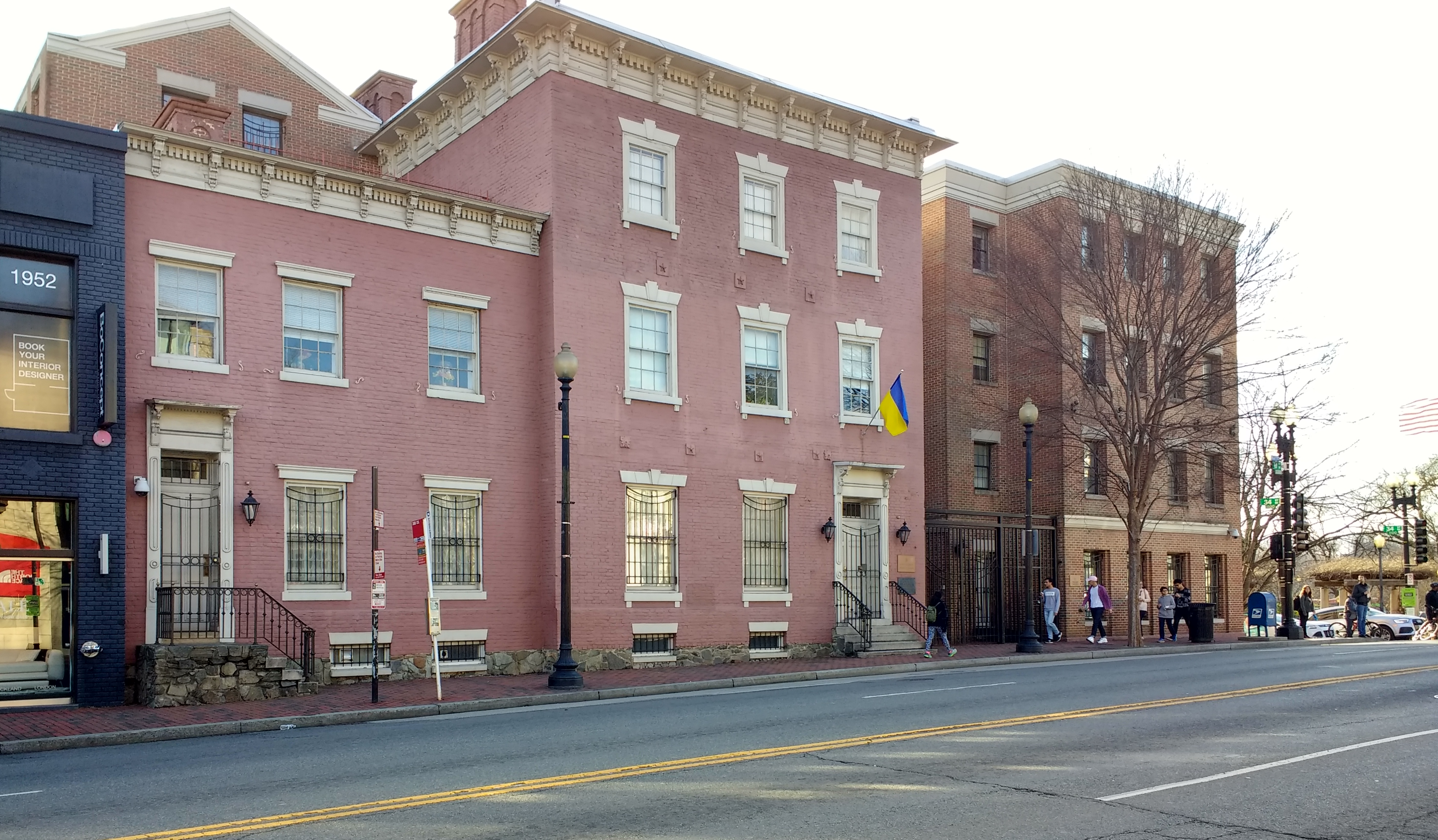
Посольство України у Вашингтоні, США, 2018

Сполучені Штати визнали Україну 26 грудня 1991. Першим Надзвичайним і Повноважним послом України в США був призначений Олег Григорович Білорус.

## Посли України в США
| N    | Країна  | Посол                            | Англійською            | Зображення | Інформація                             |
| ---- | ------- | -------------------------------- | ---------------------- | ---------- | -------------------------------------- |
| ГДМ  | УНР     | Голіцинський Євген Миколайович   | Yevhen Holitsynsky     |            | (1918-1919) Голова дипломатичної місії |
| ГДМ  | УНР     | Бачинський Юліан Олександрович   | Yulian Bachynsky       |            | (1919-1921) Голова дипломатичної місії |
| т.п. | Україна | Кулик Сергій Володимирович       | Sergiy Kulyk           |            | (1992) Тимчасовий повірений            |
| 1    | Україна | Білорус Олег Григорович          | Oleh Bilorus           |            | (1992-1994) Посол                      |
| 2    | Україна | Щербак Юрій Миколайович          | Yuriy Shcherbak        |            | (1994-1998) Посол                      |
| 3    | Україна | Бутейко Антон Денисович          | Anton Buteyko          |            | (1998-1999) Посол                      |
| 4    | Україна | Грищенко Костянтин Іванович      | Kostyantyn Gryshchenko |            | (2000-2003) Посол                      |
| 5    | Україна | Резнік Михайло Борисович         | Mykhailo Reznik        |            | (2003-2005) Посол                      |
| т.п. | Україна | Корсунський Сергій Володимирович | Sergiy Korsunsky       |            | (2005-2006) Тимчасовий повірений       |
| 6    | Україна | Шамшур Олег Владиславович        | Oleh Shamshur          |            | (2006-2010) Посол                      |
| 7    | Україна | Моцик Олександр Федорович        | Olexander Motsyk       |            | (2010-2015) Посол                      |
| т.п. | Україна | Брисюк Ярослав Володимирович     | Yaroslav Brisiuck      |            | (2015) Тимчасовий повірений            |
| 8    | Україна | Чалий Валерій Олексійович        | Valeriy Chaliy         |            | (2015-2019)                            |
| т.п. | Україна | Яневський Андрій Сергійович      | Andriy Yanevskiy       |            | (2019) Тимчасовий повірений            |
| 9    | Україна | Єльченко Володимир Юрійович      | Volodymyr Yelchenko    |            | (2019-2021)                            |
| 10   | Україна | Маркарова Оксана Сергіївна       | Oksana Markarova       |            | (2021-теперішній час)                  |

## Кандидати на посаду посла
У липні 2025-го року стало відомо, що Оксану Маркарову незабаром буде відправлено у відставку.
Найбільш реальною кандидатурою на посаду посла України у США серед чиновників нинішньої влади називають міністра оборони Рустема Умєрова,  серед інших представників нашої влади називають прем'єр-міністра Дениса Шмигаля, віце-прем'єр-мінісерку з питань євроінтеграції та міністерку юстиції Ольгу Стефанішину та міністра культури Миколу Точицького.
Також фігурує і кандидатура одіозного міністра палива та енергетики Германа Галущенка, за інформацією журналістів-розслідувачів раніше близького до агента впливу російських спецслужб Андрія Деркача.
В професійному дипломатичному оптимальними вважають кандидатури фахвих дипломатів — Володимира Огризка, Дмитра Кулеби, Вадима Пристайка, Андрія Дещиці, найбільш дієвих представників України
в Раді безпеки ООН — професора Єльсьського університету Юрія Сергеєва, Сергія Кислицю та Андрія Мельника, а також колишнього віце-прем'є-міністра, посла у Білорусі та голову Мінської переговорної групи Романа Безсмертного. Також існує низька ймовірність (зважаючи на вік Президента США та його спецпредставників Вікоффа і Келлога) призначення на посаду «зубрів» українського дипкорпуса та докторів наук — першого посла України у Сполученому Королівстві Сергія Комісаренка, що вибив станцію "Фарадей" для України, та колишнього посла в Ізраїлі, США та Канаді Юрія Щербака, що був свідком Будапештського меморандуму. Ще менш вирогідним виглядає призначення ще одного колишнього посла у США Валерія Чалого. Аргумент - фаховий дипломат зможе встановити якісні відносини з новою адміністрацією у всіх сферах.
Серед інших політиків, обійняти посаду посла у США назвивають 3-го Президента України Віктора Ющенка, прем'єр-міністрів Юлію Тимошенко, Юрія Єханурова та Арсенія Яценюка, колишнього міністра охорони навколишнього середовища ядерної безпеки часів підписання Будапештського меморандуму Юрія Костенка, члена Комітету Верховної Ради з питань національної безпеки, оборони та розвідки Сергія Рахманіна та колишнього міністра оборони Анатолія Гриценка.
За аналогією до призначення Валерія Залужного, існує певна виригодність призначення представника вищого офіцерського корпуса з гарною репутацією, що наразі не задіяний у військових діях, на кшталт Михайла Забродського, Ігоря Романенка, Віктора Ягуна, Сергія Собка, Миколу Олещука, Ігоря Гордійчука, Сергія Шапталу, Івана Руснака тощо або фахового військового аналітика високого рівня, як то Володимир Горбулін, Валентин Бадрак, Михайло Самусь, Олексій Мельник, Павло Нарожний чи Павло Лакійчук, або представника знакових озбройчих фондів на зразок Віталія Дейнеги, Тараса Чмута чи Сергія Притули. Аргумент — зможуть фахово пояснити, чому варто давати гроші Україні на зброю.
Економісти також називають кандидатури докторів економічних наук з баченням та дотиком до реального сектору економіки — Андрія Длігача, Олександра Савченка, Віктора Пинзеника, Володимира Ланового та Елли Лібанової . Аргумент — зможуть фахово пояснити, чому варто давати гроші Україні та реалії демографії. 
З інших представників громадського середовища виокремлюють передовсім керівницю мовлення «Голосу Америки» у Східній Європі Мирославу Гонгадзе, журналістку «Української правди» та дружину комбрига Третьої штурмової Тетяну Даниленко, адвокатів Майдану Віталія Титича та Олену Сотник, знану фахівчиню у сфері євроатлантичної інтеграції, юстиції та енергетики Олену Зеркаль та керівного партнера Національної антикризової групи Тараса Загороднього.